# 中村佐恵美
中村 佐恵美（なかむら さえみ、1965年9月3日 - ）は、主にアメリカ合衆国で活動中の女優。独身。

## 経歴
東京都出身。青山学院女子短期大学卒業後、バブルの頃に大手不動産会社に入社。しかし自分の生活に疑問を抱くようになり、株で資金を準備し単身渡米。UCLA Extensionなどの教育機関を経て、ハリウッドで女優業を開
自身の体験記を多く出版しており、そのユニークな経歴から度々日本のメディアのインタビューにも登場している。

## 主な出演作品
- 『ナチュラル・ボーン・キラーズ』
- 『ライジング・サン』
- 『ザ・デンジャラス/地獄の銃弾』
- 『トゥルーマン・ショー』
- 『ヒマラヤ杉に降る雪』
- 『コンタクト』
- 『LAX』
- 『NIP/TUCK マイアミ整形外科医』
- 『ザ・ユニット 米軍極秘部隊』
- 『HEROES』
- 『BLOOD THE LAST VAMPIRE』
- 『犯罪捜査官ネイビーファイル』
- 『THE NEWSROOM』

## 著書
- 『ハリウッド女優になったOL奮闘記』（1998年）
- 『そして輝いて!』（2000年）
- 『幸せの風にのるために』（2005年）
- 『恋に懲りないハリウッドの男と女----幸せをつかむ実践・恋のリポート』（2006年）